# Đội tuyển bóng đá quốc gia Bờ Biển Ngà
Đội tuyển bóng đá quốc gia Bờ Biển Ngà (tiếng Pháp: Équipe de Côte d'Ivoire de football), có biệt danh là "Les Éléphants", là đội tuyển của Liên đoàn bóng đá Bờ Biển Ngà và đại diện cho Bờ Biển Ngà trên bình diện quốc tế.
Trận thi đấu quốc tế đầu tiên của đội tuyển Bờ Biển Ngà là trận gặp đội tuyển Dahomey vào năm 1960. Bờ Biển Ngà là một trong những đội bóng mạnh nhất ở châu Phi. Thành tích tốt nhất của đội cho đến nay là 3 chức vô địch bóng đá châu Phi giành được vào các năm 1992, 2015, 2023 và tấm huy chương đồng của đại hội Thể thao châu Phi 1965. Đội đã từng tham dự 3 kỳ World Cup vào các năm 2006, 2010 và 2014, tuy nhiên đều không vượt qua được vòng bảng.

## Danh hiệu
- Cúp bóng đá châu Phi: 3

Vô địch: 1992; 2015; 2023
Á quân: 2006; 2012
Hạng ba: 1965; 1968; 1986; 1994
- Vô địch Cúp CECAFA: 0

Á quân: 2010
- Bóng đá nam tại African Games:

 1965

## Thành tích quốc tế

### Giải bóng đá vô địch thế giới
Bờ Biển Ngà mới có 3 lần tham dự giải bóng đá vô địch thế giới vào các năm 2006, 2010 và 2014, tuy nhiên đều không vượt qua được vòng bảng.
| Năm         | Kết quả                             | St                                  | T                                   | H                                   | B                                   | Bt                                  | Bb                                  |
| ----------- | ----------------------------------- | ----------------------------------- | ----------------------------------- | ----------------------------------- | ----------------------------------- | ----------------------------------- | ----------------------------------- |
| 1930 ↓ 1958 | Không tham dự là thuộc địa của Pháp | Không tham dự là thuộc địa của Pháp | Không tham dự là thuộc địa của Pháp | Không tham dự là thuộc địa của Pháp | Không tham dự là thuộc địa của Pháp | Không tham dự là thuộc địa của Pháp | Không tham dự là thuộc địa của Pháp |
| 1962 ↓ 1970 | Không tham dự                       | Không tham dự                       | Không tham dự                       | Không tham dự                       | Không tham dự                       | Không tham dự                       | Không tham dự                       |
| 1974 ↓ 1978 | Không vượt qua vòng loại            | Không vượt qua vòng loại            | Không vượt qua vòng loại            | Không vượt qua vòng loại            | Không vượt qua vòng loại            | Không vượt qua vòng loại            | Không vượt qua vòng loại            |
| 1982        | Không tham dự                       | Không tham dự                       | Không tham dự                       | Không tham dự                       | Không tham dự                       | Không tham dự                       | Không tham dự                       |
| 1986 ↓ 2002 | Không vượt qua vòng loại            | Không vượt qua vòng loại            | Không vượt qua vòng loại            | Không vượt qua vòng loại            | Không vượt qua vòng loại            | Không vượt qua vòng loại            | Không vượt qua vòng loại            |
| 2006        | Vòng 1                              | 3                                   | 1                                   | 0                                   | 2                                   | 5                                   | 6                                   |
| 2010        | Vòng 1                              | 3                                   | 1                                   | 1                                   | 1                                   | 4                                   | 3                                   |
| 2014        | Vòng 1                              | 3                                   | 1                                   | 0                                   | 2                                   | 4                                   | 5                                   |
| 2018 ↓ 2022 | Không vượt qua vòng loại            | Không vượt qua vòng loại            | Không vượt qua vòng loại            | Không vượt qua vòng loại            | Không vượt qua vòng loại            | Không vượt qua vòng loại            | Không vượt qua vòng loại            |
| 2026 ↓ 2034 | Chưa xác định                       | Chưa xác định                       | Chưa xác định                       | Chưa xác định                       | Chưa xác định                       | Chưa xác định                       | Chưa xác định                       |
| Tổng cộng   | 3/22                                | 9                                   | 3                                   | 1                                   | 5                                   | 13                                  | 14                                  |

### Cúp bóng đá châu Phi
Bờ Biển Ngà là đội tuyển giàu thành tích ở giải đấu khu vực, với 23 lần tham dự vòng chung kết, 5 lần vào chung kết Cúp bóng đá châu Phi, trong đó vô địch ba lần vào các năm 1992, 2015 và 2023.
| Cúp bóng đá châu Phi          | Cúp bóng đá châu Phi                | Cúp bóng đá châu Phi                | Cúp bóng đá châu Phi                | Cúp bóng đá châu Phi                | Cúp bóng đá châu Phi                | Cúp bóng đá châu Phi                | Cúp bóng đá châu Phi                | Cúp bóng đá châu Phi                | Cúp bóng đá châu Phi          |
| Vô địch: 3 Vòng chung kết: 25 | Vô địch: 3 Vòng chung kết: 25       | Vô địch: 3 Vòng chung kết: 25       | Vô địch: 3 Vòng chung kết: 25       | Vô địch: 3 Vòng chung kết: 25       | Vô địch: 3 Vòng chung kết: 25       | Vô địch: 3 Vòng chung kết: 25       | Vô địch: 3 Vòng chung kết: 25       | Vô địch: 3 Vòng chung kết: 25       | Vô địch: 3 Vòng chung kết: 25 |
| Năm                           | Thành tích                          | Thứ hạng                            | Số trận                             | Thắng                               | Hòa                                 | Thua                                | Bàn thắng                           | Bàn thua                            |                               |
| ----------------------------- | ----------------------------------- | ----------------------------------- | ----------------------------------- | ----------------------------------- | ----------------------------------- | ----------------------------------- | ----------------------------------- | ----------------------------------- | ----------------------------- |
| 1957 đến 1963                 | Không tham dự là thuộc địa của Pháp | Không tham dự là thuộc địa của Pháp | Không tham dự là thuộc địa của Pháp | Không tham dự là thuộc địa của Pháp | Không tham dự là thuộc địa của Pháp | Không tham dự là thuộc địa của Pháp | Không tham dự là thuộc địa của Pháp | Không tham dự là thuộc địa của Pháp |                               |
| 1965                          | Hạng ba                             | 3/6                                 | 3                                   | 2                                   | 0                                   | 1                                   | 5                                   | 4                                   |                               |
| 1968                          | Hạng ba                             | 3/8                                 | 5                                   | 3                                   | 1                                   | 1                                   | 9                                   | 6                                   |                               |
| 1970                          | Hạng tư                             | 4/8                                 | 5                                   | 2                                   | 1                                   | 2                                   | 11                                  | 9                                   |                               |
| 1972                          | Vòng loại                           | Vòng loại                           | Vòng loại                           | Vòng loại                           | Vòng loại                           | Vòng loại                           | Vòng loại                           | Vòng loại                           |                               |
| 1974                          | Vòng 1                              | 7/8                                 | 3                                   | 0                                   | 1                                   | 2                                   | 2                                   | 5                                   |                               |
| 1976                          | Vòng loại                           | Vòng loại                           | Vòng loại                           | Vòng loại                           | Vòng loại                           | Vòng loại                           | Vòng loại                           | Vòng loại                           |                               |
| 1978                          | Bỏ cuộc                             | Bỏ cuộc                             | Bỏ cuộc                             | Bỏ cuộc                             | Bỏ cuộc                             | Bỏ cuộc                             | Bỏ cuộc                             | Bỏ cuộc                             |                               |
| 1980                          | Vòng 1                              | 6/8                                 | 3                                   | 0                                   | 2                                   | 1                                   | 2                                   | 3                                   |                               |
| 1982                          | Không tham dự                       | Không tham dự                       | Không tham dự                       | Không tham dự                       | Không tham dự                       | Không tham dự                       | Không tham dự                       | Không tham dự                       |                               |
| 1984                          | Vòng 1                              | 6/8                                 | 3                                   | 1                                   | 0                                   | 2                                   | 4                                   | 4                                   |                               |
| 1986                          | Hạng ba                             | 3/8                                 | 5                                   | 3                                   | 0                                   | 2                                   | 7                                   | 5                                   |                               |
| 1988                          | Vòng 1                              | 6/8                                 | 3                                   | 0                                   | 3                                   | 0                                   | 2                                   | 2                                   |                               |
| 1990                          | Vòng 1                              | 6/8                                 | 3                                   | 1                                   | 0                                   | 2                                   | 3                                   | 5                                   |                               |
| 1992                          | Vô địch                             | 1/12                                | 5                                   | 2                                   | 3                                   | 0                                   | 4                                   | 0                                   |                               |
| 1994                          | Hạng ba                             | 3/12                                | 5                                   | 3                                   | 1                                   | 1                                   | 11                                  | 5                                   |                               |
| 1996                          | Vòng 1                              | 11/15                               | 3                                   | 1                                   | 0                                   | 2                                   | 2                                   | 5                                   |                               |
| 1998                          | Tứ kết                              | 5/16                                | 4                                   | 2                                   | 2                                   | 0                                   | 10                                  | 6                                   |                               |
| 2000                          | Vòng 1                              | 9/16                                | 3                                   | 1                                   | 1                                   | 1                                   | 3                                   | 4                                   |                               |
| 2002                          | Vòng 1                              | 16/16                               | 3                                   | 0                                   | 1                                   | 2                                   | 1                                   | 4                                   |                               |
| 2004                          | Vòng loại                           | Vòng loại                           | Vòng loại                           | Vòng loại                           | Vòng loại                           | Vòng loại                           | Vòng loại                           | Vòng loại                           |                               |
| 2006                          | Á quân                              | 2/16                                | 6                                   | 3                                   | 2                                   | 1                                   | 6                                   | 5                                   |                               |
| 2008                          | Hạng tư                             | 4/16                                | 6                                   | 4                                   | 0                                   | 2                                   | 16                                  | 9                                   |                               |
| 2010                          | Tứ kết                              | 5/15                                | 3                                   | 1                                   | 2                                   | 0                                   | 5                                   | 4                                   |                               |
| 2012                          | Á quân                              | 2/16                                | 6                                   | 5                                   | 1                                   | 0                                   | 9                                   | 0                                   |                               |
| 2013                          | Tứ kết                              | 5/16                                | 4                                   | 2                                   | 1                                   | 1                                   | 8                                   | 5                                   |                               |
| 2015                          | Vô địch                             | 1/16                                | 6                                   | 3                                   | 3                                   | 0                                   | 9                                   | 4                                   |                               |
| 2017                          | Vòng 1                              | 11/16                               | 3                                   | 0                                   | 2                                   | 1                                   | 2                                   | 3                                   |                               |
| 2019                          | Tứ kết                              | 5/24                                | 5                                   | 3                                   | 1                                   | 1                                   | 7                                   | 3                                   |                               |
| 2021                          | Vòng 2                              | 10/24                               | 4                                   | 2                                   | 2                                   | 0                                   | 6                                   | 3                                   |                               |
| 2023                          | Vô địch                             | 1/24                                | 7                                   | 4                                   | 1                                   | 2                                   | 8                                   | 8                                   |                               |
| 2025                          | Chưa xác định                       | Chưa xác định                       | Chưa xác định                       | Chưa xác định                       | Chưa xác định                       | Chưa xác định                       | Chưa xác định                       | Chưa xác định                       |                               |
| 2027                          | Chưa xác định                       | Chưa xác định                       | Chưa xác định                       | Chưa xác định                       | Chưa xác định                       | Chưa xác định                       | Chưa xác định                       | Chưa xác định                       |                               |
| Tổng cộng                     | 3 lần vô địch                       | 3 lần vô địch                       | 106                                 | 48                                  | 31                                  | 27                                  | 152                                 | 111                                 |                               |

- ^1 Thứ hạng ngoài bốn hạng đầu (không chính thức) dựa trên so sánh thành tích giữa những đội tuyển vào cùng vòng đấu
- ^2 Tính cả những trận hoà ở vòng đấu loại trực tiếp phải giải quyết bằng sút luân lưu
- ^3 Do đặc thù châu Phi, có những lúc tình hình chính trị hoặc kinh tế quốc gia bất ổn nên các đội bóng bỏ cuộc. Những trường hợp không ghi chú thêm là bỏ cuộc ở vòng loại
- ^4 Khung đỏ: Chủ nhà

### Cúp Liên đoàn các châu lục
| Năm       | Kết quả                   | St                        | T                         | H                         | B                         | Bt                        | Bb                        |
| --------- | ------------------------- | ------------------------- | ------------------------- | ------------------------- | ------------------------- | ------------------------- | ------------------------- |
| 1992      | Hạng tư                   | 2                         | 0                         | 0                         | 2                         | 2                         | 9                         |
| 1995      | Không giành quyền tham dự | Không giành quyền tham dự | Không giành quyền tham dự | Không giành quyền tham dự | Không giành quyền tham dự | Không giành quyền tham dự | Không giành quyền tham dự |
| 1997      | Không giành quyền tham dự | Không giành quyền tham dự | Không giành quyền tham dự | Không giành quyền tham dự | Không giành quyền tham dự | Không giành quyền tham dự | Không giành quyền tham dự |
| 1999      | Không giành quyền tham dự | Không giành quyền tham dự | Không giành quyền tham dự | Không giành quyền tham dự | Không giành quyền tham dự | Không giành quyền tham dự | Không giành quyền tham dự |
| 2001      | Không giành quyền tham dự | Không giành quyền tham dự | Không giành quyền tham dự | Không giành quyền tham dự | Không giành quyền tham dự | Không giành quyền tham dự | Không giành quyền tham dự |
| 2003      | Không giành quyền tham dự | Không giành quyền tham dự | Không giành quyền tham dự | Không giành quyền tham dự | Không giành quyền tham dự | Không giành quyền tham dự | Không giành quyền tham dự |
| 2005      | Không giành quyền tham dự | Không giành quyền tham dự | Không giành quyền tham dự | Không giành quyền tham dự | Không giành quyền tham dự | Không giành quyền tham dự | Không giành quyền tham dự |
| 2009      | Không giành quyền tham dự | Không giành quyền tham dự | Không giành quyền tham dự | Không giành quyền tham dự | Không giành quyền tham dự | Không giành quyền tham dự | Không giành quyền tham dự |
| 2013      | Không giành quyền tham dự | Không giành quyền tham dự | Không giành quyền tham dự | Không giành quyền tham dự | Không giành quyền tham dự | Không giành quyền tham dự | Không giành quyền tham dự |
| 2017      | Không giành quyền tham dự | Không giành quyền tham dự | Không giành quyền tham dự | Không giành quyền tham dự | Không giành quyền tham dự | Không giành quyền tham dự | Không giành quyền tham dự |
| Tổng cộng | 1/10                      | 2                         | 0                         | 0                         | 2                         | 2                         | 9                         |

## Kết quả thi đấu

### 2024
| 6 tháng 1 Giao hữu | Bờ Biển Ngà                                                     | 5–1      | Sierra Leone  | San Pedro, Bờ Biển Ngà                                                             |  |
| 17:00 UTC±0}       | - Diomande 18' - Kessié 36' - Bamba 38' - Boga 48' - Lazare 84' | Chi tiết | - Michael 86' | Sân vận động: Sân vận động Laurent Pokou Trọng tài: Dedjinnanchi Ahomlanto (Bénin) |  |

| 13 tháng 1 Bảng A CAN 2023 | Bờ Biển Ngà                 | 2–0      | Guiné-Bissau | Abidjan, Bờ Biển Ngà                                                                              |  |
| 20:00                      | - S. Fofana 4' - Krasso 58' | Chi tiết |              | Sân vận động: Sân vận động Alassane Ouattara Lượng khán giả: 36,858 Trọng tài: Amin Omar (Ai Cập) |  |

| 18 tháng 1 Bảng A CAN 2023 | Bờ Biển Ngà                | 0–1      | Nigeria | Abidjan, Bờ Biển Ngà                                                                                      |  |
| 20:00                      | - Troost-Ekong 55' (ph.đ.) | Chi tiết |         | Sân vận động: Sân vận động Alassane Ouattara Lượng khán giả: 49,517 Trọng tài: Mustapha Ghorbal (Algérie) |  |

| 22 tháng 1 Bảng A CAN 2023 | Guinea Xích Đạo                         | 4–0      | Bờ Biển Ngà | Abidjan, Bờ Biển Ngà                                                      |  |
| 20:00                      | - Nsue 42', 75' - Ganet 73' - Buyla 88' | Chi tiết |             | Sân vận động: Sân vận động Alassane Ouattara Trọng tài: Mahmood Ismail () |  |

| 29 tháng 1 Vòng 16 đội CAN 2023                 | Sénégal        | 1–1 (s.h.p.) (4–5 p)                       | Bờ Biển Ngà          | Yamoussoukro, Bờ Biển Ngà                                                                             |  |
|                                                 | - H. Diallo 4' | Chi tiết                                   | - Kessié 86' (ph.đ.) | Sân vận động: Sân vận động Charles Konan Banny Lượng khán giả: 19,948 Trọng tài: Pierre Atcho (Gabon) |  |
|                                                 |                | Loạt sút luân lưu                          |                      | |  |
| - Koulibaly - P. Sarr - Niakhaté - Dieng - Mané |                | - Pépé - Kouamé - Haller - Aurier - Kessié |                      | |  |

| 3 tháng 2 Tứ kết CAN 2023 | Mali           | 1–2 (s.h.p.) | Bờ Biển Ngà                    | Bouaké, Bờ Biển Ngà                                                                     |  |
|                           | - Dorgeles 71' | Chi tiết     | - Adingra 90' - Diakité 120+2' | Sân vận động: Sân vận động Paix Lượng khán giả: 39,836 Trọng tài: Mohamed Adel (Ai Cập) |  |

| 7 tháng 2 Bán kết CAN 2023 | Bờ Biển Ngà  | 1–0      | CHDC Congo | Abidjan, Bờ Biển Ngà                                                                                 |  |
|                            | - Haller 65' | Chi tiết |            | Sân vận động: Sân vận động Alassane Ouattara Lượng khán giả: 51,020 Trọng tài: Ibrahim Mutaz (Libya) |  |

| 11 tháng 2 Chung kết CAN 2023 | Nigeria          | 1–2      | Bờ Biển Ngà               | Abidjan, Bờ Biển Ngà                         |  |
| 20:00                         | Troost-Ekong 38' | Chi tiết | - Kessié 62' - Haller 81' | Sân vận động: Sân vận động Alassane Ouattara |  |

| 23 tháng 3 Giao hữu | Bờ Biển Ngà                   | 2–2      | Bénin             | Amiens, Pháp                       |  |
| 16:00               | - Gradel 29' - O. Diakité 69' | Chi tiết | - Olaitan 8', 51' | Sân vận động: Sân vận động Licorne |  |

| 26 tháng 3 Giao hữu | Bờ Biển Ngà                        | 2–1      | Uruguay     | Lens, Pháp                                                                 |  |
| 19:30               | - M. Olivera 10' (l.n.) - Doué 85' | Chi tiết | - Viñas 77' | Sân vận động: Sân vận động Bollaert-Delelis Trọng tài: Ruddy Buquet (Pháp) |  |

| 7 tháng 6 Vòng loại FIFA World Cup 2026 | Bờ Biển Ngà  | 1–0      | Gabon | Korhogo, Bờ Biển Ngà                                                                                              |  |
| 19:00 UTC±0}                            | - Fofana 36' | Chi tiết |       | Sân vận động: Sân vận động Amadou Gon Coulibaly Lượng khán giả: 17,522 Trọng tài: Omar Abdulkadir Artan (Somalia) |  |

| 10 tháng 6 Vòng loại FIFA World Cup 2026 | Kenya | 0–0      | Bờ Biển Ngà | Lilongwe, Malawi                                                |  |
|                                          |       | Chi tiết |             | Sân vận động: Sân vận động Bingu Trọng tài: Jalal Jayed (Maroc) |  |

| 2 tháng 9 Vòng loại CAN 2025 | Bờ Biển Ngà | v | Zambia |  |  |
|                              |             |   |        |  |  |

| 6 tháng 9 Vòng loại CAN 2025 | Tchad | v | Bờ Biển Ngà |  |  |
|                              |       |   |             |  |  |

| 11 tháng 10 Vòng loại CAN 2025 | Bờ Biển Ngà | v | Sierra Leone |  |  |
|                                |             |   |              |  |  |

| 15 tháng 10 Vòng loại CAN 2025 | Sierra Leone | v | Bờ Biển Ngà |  |  |
|                                |              |   |             |  |  |

| 11 tháng 11 Vòng loại CAN 2025 | Zambia | v | Bờ Biển Ngà |  |  |
|                                |        |   |             |  |  |

| 15 tháng 11 Vòng loại CAN 2025 | Bờ Biển Ngà | v | Tchad |  |  |
|                                |             |   |       |  |  |

## Cầu thủ

### Đội hình hiện tại
Đây là đội hình 23 cầu thủ tham dự CAN 2024.

Số liệu thống kê tính đến ngày 11 tháng 2 năm 2024, sau trận gặp Nigeria.
| Số | VT | Cầu thủ                   | Ngày sinh (tuổi)  | Trận | Bàn | Câu lạc bộ             |
| -- | -- | ------------------------- | ----------------- | ---- | --- | ---------------------- |
| 1  | TM | Yahia Fofana              | 21 tháng 8, 2000  | 13   | 0   | Angers                 |
| 16 | TM | Charles Folly Ayayi       | 29 tháng 12, 1990 | 2    | 0   | ASEC Mimosas           |
| 23 | TM | Badra Ali Sangaré         | 30 tháng 5, 1986  | 31   | 0   | Sekhukhune United      |
|    |    |                           |                   |      |     |                        |
| 2  | HV | Ousmane Diomande          | 4 tháng 12, 2003  | 6    | 1   | Sporting CP            |
| 3  | HV | Ghislain Konan            | 27 tháng 12, 1995 | 38   | 0   | Al-Fayha               |
| 5  | HV | Wilfried Singo            | 25 tháng 12, 2000 | 18   | 0   | Monaco                 |
| 7  | HV | Odilon Kossounou          | 4 tháng 1, 2001   | 22   | 0   | Bayer Leverkusen       |
| 12 | HV | Willy Boly                | 3 tháng 2, 1991   | 20   | 1   | Nottingham Forest      |
| 17 | HV | Serge Aurier (đội trưởng) | 24 tháng 12, 1992 | 93   | 4   | Galatasaray            |
| 21 | HV | Evan Ndicka               | 20 tháng 8, 1999  | 13   | 0   | Roma                   |
| 26 | HV | Ismaël Diallo             | 29 tháng 1, 1997  | 0    | 0   | Hajduk Split           |
|    |    |                           |                   |      |     |                        |
| 4  | TV | Jean Michaël Seri         | 19 tháng 7, 1991  | 54   | 4   | Hull City              |
| 6  | TV | Seko Fofana               | 7 tháng 5, 1995   | 20   | 6   | Al-Ettifaq             |
| 8  | TV | Franck Kessié             | 19 tháng 12, 1996 | 76   | 11  | Al-Ahli                |
| 9  | TV | Jonathan Bamba            | 26 tháng 3, 1996  | 8    | 1   | Celta Vigo             |
| 13 | TV | Jérémie Boga              | 3 tháng 1, 1997   | 19   | 2   | Nice                   |
| 14 | TV | Oumar Diakité             | 20 tháng 12, 2003 | 11   | 1   | Reims                  |
| 15 | TV | Max Gradel                | 30 tháng 11, 1987 | 112  | 17  | Gaziantep              |
| 18 | TV | Ibrahim Sangaré           | 2 tháng 12, 1997  | 42   | 11  | Nottingham Forest      |
| 24 | TV | Simon Adingra             | 1 tháng 1, 2002   | 10   | 2   | Brighton & Hove Albion |
| 25 | TV | Idrissa Doumbia           | 14 tháng 4, 1998  | 2    | 0   | Al Ahli                |
| 27 | TV | Jean Thierry Lazare       | 7 tháng 3, 1998   | 4    | 1   | Union Saint-Gilloise   |
|    |    |                           |                   |      |     |                        |
| 10 | TĐ | Karim Konaté              | 21 tháng 3, 2004  | 13   | 2   | Red Bull Salzburg      |
| 11 | TĐ | Jean-Philippe Krasso      | 17 tháng 7, 1997  | 16   | 4   | Red Star Belgrade      |
| 19 | TĐ | Nicolas Pépé              | 29 tháng 5, 1995  | 43   | 10  | Trabzonspor            |
| 20 | TĐ | Christian Kouamé          | 6 tháng 12, 1997  | 29   | 3   | Fiorentina             |
| 22 | TĐ | Sébastien Haller          | 22 tháng 6, 1994  | 25   | 10  | Borussia Dortmund      |

### Triệu tập gần đây
| Vt | Cầu thủ               | Ngày sinh (tuổi)  | Số trận | Bt | Câu lạc bộ          | Lần cuối triệu tập        |
| -- | --------------------- | ----------------- | ------- | -- | ------------------- | ------------------------- |
| TM | Ira Eliezer Tapé      | 31 tháng 8, 1997  | 2       | 0  | Bahir Dar Kenema    | 2023 AFCON PRE            |
| TM | Issa Fofana           | 30 tháng 1, 2004  | 0       | 0  | Al-Hilal            | 2023 AFCON PRE            |
| TM | Mohamed Koné          | 7 tháng 3, 2002   | 0       | 0  | Le Havre            | 2023 AFCON PRE            |
|    |                       |                   |         |    |                     |                           |
| HV | Eric Bailly           | 12 tháng 4, 1994  | 49      | 2  | Villarreal          | 2023 AFCON PRE            |
| HV | Simon Deli            | 27 tháng 10, 1991 | 27      | 0  | Adana Demirspor     | 2023 AFCON PRE            |
| HV | Sinaly Diomandé       | 9 tháng 4, 2001   | 11      | 0  | Lyon                | 2023 AFCON PRE            |
| HV | Hassane Kamara        | 5 tháng 3, 1994   | 9       | 0  | Udinese             | 2023 AFCON PRE            |
| HV | Abakar Sylla          | 25 tháng 12, 2002 | 6       | 0  | Strasbourg          | 2023 AFCON PRE            |
| HV | Emmanuel Agbadou      | 7 tháng 6, 1997   | 4       | 0  | Reims               | 2023 AFCON PRE            |
| HV | Koffi Kouao           | 20 tháng 5, 1998  | 0       | 0  | Metz                | 2023 AFCON PRE            |
| HV | Bamo Meïté            | 3 tháng 12, 2001  | 0       | 0  | Olympique Marseille | 2023 AFCON PRE            |
| HV | Christopher Opéri     | 29 tháng 4, 1997  | 0       | 0  | Le Havre            | 2023 AFCON PRE            |
| HV | Anthony Tra Bi Tra    | 27 tháng 12, 1998 | 0       | 0  | ASEC Mimosas        | 2023 AFCON PRE            |
| HV | Armel Zohouri         | 5 tháng 4, 2001   | 0       | 0  | Sheriff Tiraspol    | 2023 AFCON PRE            |
| HV | Souleyman Doumbia     | 24 tháng 9, 1996  | 8       | 1  | Angers              | v. Comoros, 28 March 2023 |
|    |                       |                   |         |    |                     |                           |
| TV | Jean-Philippe Gbamin  | 25 tháng 12, 1995 | 16      | 0  | Dunkerque           | 2023 AFCON PRE            |
| TV | Hamed Traorè          | 16 tháng 2, 2000  | 9       | 2  | Bournemouth         | 2023 AFCON PRE            |
| TV | Paul Akouokou         | 20 tháng 12, 1997 | 4       | 0  | Lyon                | 2023 AFCON PRE            |
| TV | Amad Diallo           | 11 tháng 7, 2002  | 4       | 1  | Manchester United   | 2023 AFCON PRE            |
| TV | Peodoh Pacome Zouzoua | 30 tháng 4, 1997  | 4       | 0  | Young Africans      | 2023 AFCON PRE            |
| TV | Jean-Eudes Aholou     | 20 tháng 3, 1994  | 4       | 0  | Strasbourg          | v. Comoros, 28 March 2023 |
|    |                       |                   |         |    |                     |                           |
| TĐ | Wilfried Zaha         | 10 tháng 11, 1992 | 33      | 5  | Galatasaray         | 2023 AFCON PRE            |
| TĐ | Maxwel Cornet         | 27 tháng 9, 1996  | 31      | 6  | West Ham United     | 2023 AFCON PRE            |
| TĐ | Jean Evrard Kouassi   | 25 tháng 9, 1994  | 13      | 1  | Zhejiang            | 2023 AFCON PRE            |
| TĐ | David Datro Fofana    | 22 tháng 12, 2002 | 3       | 0  | 1. FC Union Berlin  | 2023 AFCON PRE            |
| TĐ | Evann Guessand        | 1 tháng 7, 2001   | 0       | 0  | Nice                | 2023 AFCON PRE            |
| TĐ | Bénie Traoré          | 30 tháng 11, 2002 | 0       | 0  | Nantes              | 2023 AFCON PRE            |

INJ = Cầu thủ rút lui vì chấn thương.

### Kỷ lục

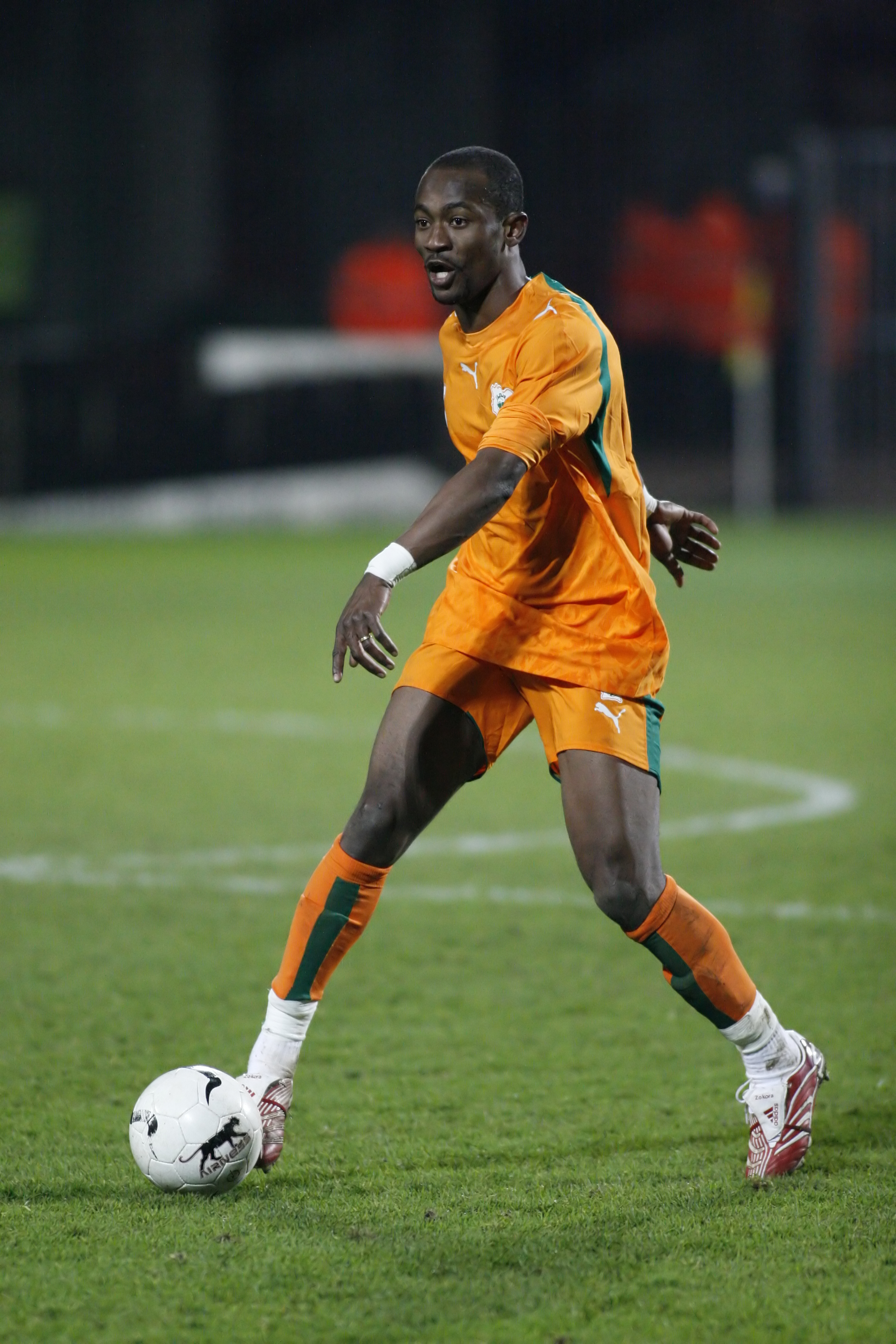
Didier Zokora là cầu thủ thi đấu nhiều nhất với 123 trận.

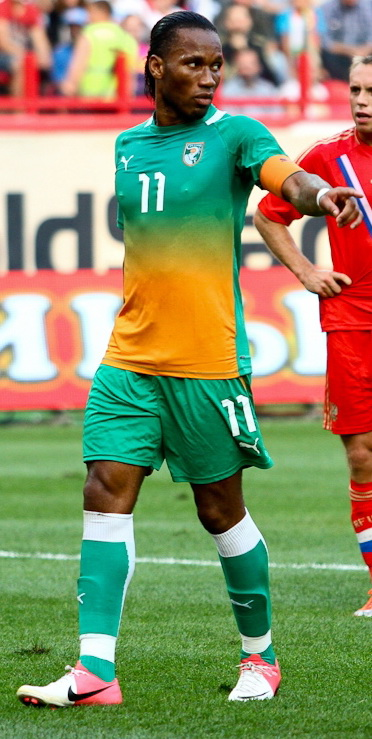
Didier Drogba là cầu thủ ghi nhiều bàn thắng nhất với 65 bàn.

Tính đến 6 tháng 1 năm 2024
| #  | Tên cầu thủ      | Thời gian | Số trận | Bàn thắng |
| -- | ---------------- | --------- | ------- | --------- |
| 1  | Didier Zokora    | 2000–2014 | 123     | 1         |
| 2  | Kolo Touré       | 2000–2015 | 119     | 7         |
| 3  | Max Gradel       | 2011–     | 112     | 17        |
| 4  | Didier Drogba    | 2002–2014 | 104     | 65        |
| 5  | Siaka Tiéné      | 2000–2015 | 100     | 2         |
| =  | Yaya Touré       | 2004–2016 | 100     | 19        |
| 7  | Salomon Kalou    | 2007–2018 | 97      | 28        |
| 8  | Abdoulaye Traoré | 1984–1996 | 88      | 50        |
| 9  | Arthur Boka      | 2004–2015 | 87      | 1         |
| 10 | Boubacar Barry   | 2000–2015 | 86      | 0         |

| #  | Tên cầu thủ       | Thời gian thi đấu | Bàn thắng | Số trận |
| -- | ----------------- | ----------------- | --------- | ------- |
| 1  | Didier Drogba     | 2002–2014         | 65        | 104     |
| 2  | Abdoulaye Traoré  | 1986–1996         | 29        | 49      |
| 3  | Salomon Kalou     | 2007–2018         | 28        | 97      |
| 4  | Joël Tiéhi        | 1987–1999         | 25        | 40      |
| 5  | Gervinho          | 2007–2021         | 23        | 88      |
| 6  | Ibrahima Bakayoko | 1996–2002         | 22        | 40      |
| 7  | Laurent Pokou     | 1967–1980         | 19        | 62      |
| =  | Yaya Touré        | 2004–2016         | 19        | 100     |
| 9  | Aruna Dindane     | 2000–2010         | 18        | 62      |
| 10 | Wilfried Bony     | 2010–2019         | 17        | 58      |